# Куликовська вулиця (Київ)
Кулико́вська ву́лиця — зникла вулиця, що існувала в Дніпровському районі міста Києва, місцевість Куликове. Пролягала від вулиці Остафія Дашкевича до вулиці Сулеймана Стальського.

## Історія
Виникла у середині ХХ століття як Куликова[джерело?]. Згодом набула нинішню уточнену назву.
Ліквідована на початку 1980-х років у зв'язку зі знесенням старої забудови колишнього селища Куликове та частковим переплануванням місцевості.